# Eugène Burnand
Pour les articles homonymes, voir Burnand (homonymie).
Eugène Burnand est un peintre et graveur suisse né le 30 août 1850 à Moudon et mort le 4 février 1921 à Paris.
D'un style naturaliste, son œuvre picturale se compose notamment de scènes religieuses et de paysages de campagne. Un musée lui est consacré à Moudon en Suisse. Un de ses tableaux les plus célèbres, Pierre et Jean courant vers le tombeau de Christ ressuscité, est conservé à Paris au musée d'Orsay.

## Biographie

### Enfance et formation
Né le 30 août 1850 au château de Billens à Moudon dans une famille protestante, Eugène Burnand est le fils d'Alexandre David Charles Édouard Burnand, inspecteur forestier, officier d'artillerie, puis industriel, et de Louise Henriette, née Foltz. Les premières années de sa vie se déroulent au château de Carrouge dans les hauteurs de Moudon. En 1860, il est à Florence avec ses parents et découvre les grands peintres italiens. L'année suivante, il fait ses études secondaires à Schaffhouse. En 1867, il est inscrit à la section architecture de l'École polytechnique de Zurich et obtient son diplôme d'architecte en 1871. Souhaitant devenir peintre, il réalise ses premières œuvres artistiques en modelant une céramique représentant un chien, Épagneul couché, terre cuite signée et datée 1869[réf. nécessaire]. Il abandonne l'architecture en 1871, après avoir rencontré à la demande de son père, Charles Gleyre (1806-1874) qui l'encourage à persévérer dans son choix. Il part à Genève où il devient l'élève de Barthélemy Menn, en même temps que le peintre Ferdinand Hodler qui deviendra son ennemi.
En 1872, il intègre, à l'École des beaux-arts de Paris, l'atelier de Jean-Léon Gérôme qui a repris celui de Gleyre. Il se lie avec les peintres du mouvement naturaliste, Pascal Dagnan-Bouveret et Jules Bastien-Lepage, ainsi qu'avec les peintres suisses Charles Vuillermet, Auguste Bouthillier de Beaumont (1842-1889), Alfred Henri Berthoud (1848-1906), Léo-Paul Samuel Robert (1851-1923), Charles Giron (1850-1914), Michel Maximilien Leenhardt dit Max, qui est son cousin, Théophile Bischoff, Auguste Baud-Bovy et plus particulièrement avec les frères Jules, Léon et Eugène Girardet, et leurs parents, peintres et graveurs de renom depuis plusieurs générations, installés à Versailles et dont il va épouser une des filles.

### Premières commandes, premiers succès

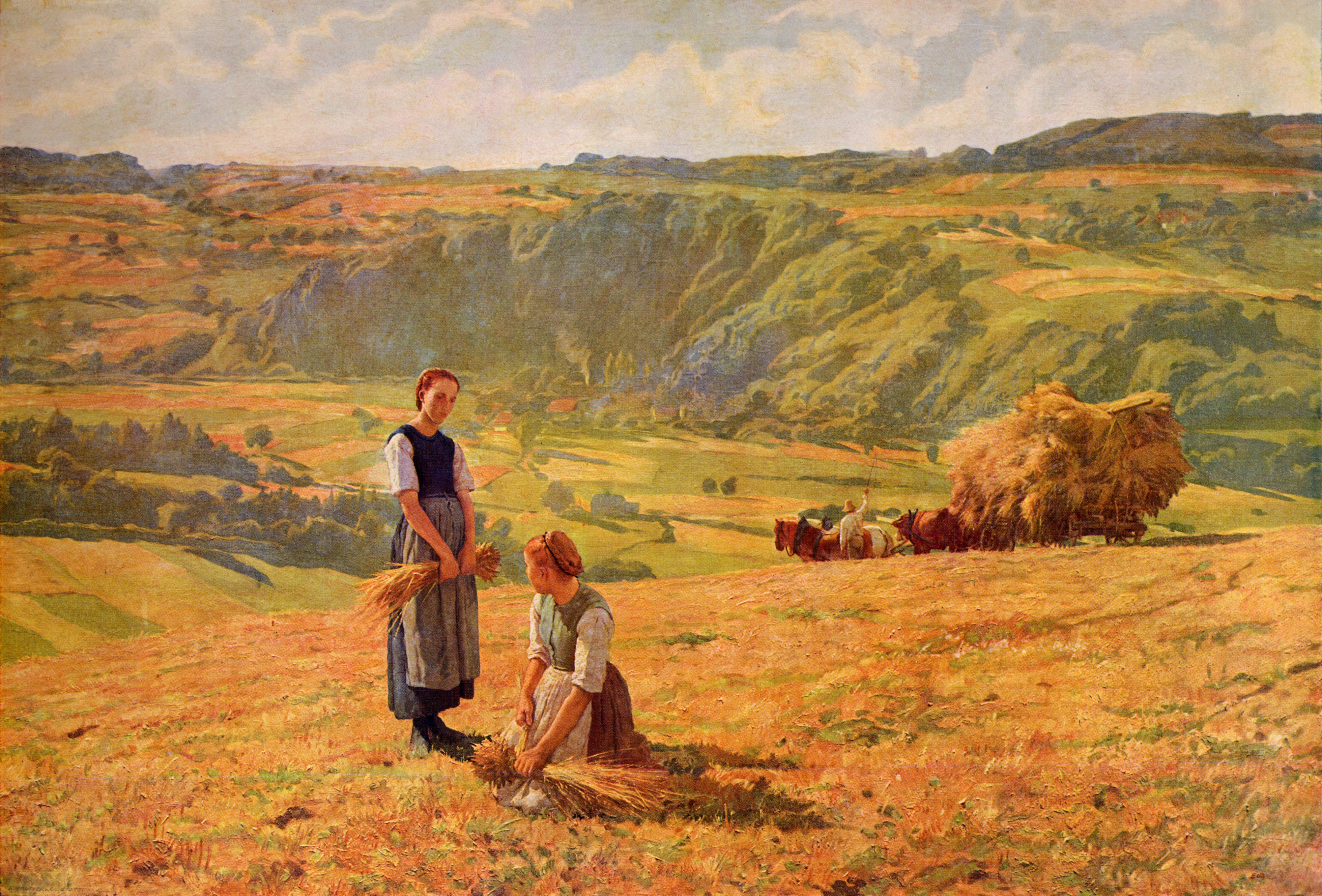
Les Glaneuses (avant 1880), Moudon, musée Eugène Burnand.

En 1873, il effectue un voyage dans le Midi de la France et en Camargue, après être passé chez son frère à Montpellier et chez Michel Maximilien Leenhardt à Clapiers. En 1875, il passe tous les ans, les mois d'été dans le château familial de Sépey sur la commune de Vulliens, dans le canton de Vaud. En 1877, il est à Florence puis à Rome et épouse, après sept années d'attente, en juillet à Versailles, Julia Antonine Girardet, aquarelliste, fille du graveur Paul Girardet et dont leur ami le peintre Léo-Paul-Samuel Robert fera un portrait[réf. nécessaire]. Le couple s'installe à Versailles, d'abord chez les parents Girardet, puis ils trouvent un logement près de chez eux, qu'ils quitteront en 1884. En 1879 naît le premier de leurs neuf enfants, André Eugène. Burnand s'initie à la gravure avec son beau-père et illustre pour la seconde fois un article dans la revue L'Illustration et dans le journal Le Tour du monde. Les relations de son frère banquier vont lui faciliter l'obtention d'un certain nombre de commandes.
1880 est l'année de la naissance du deuxième fils, Franz Ernest. Il habite 7 bis, rue Rémond à Versailles. En 1882 naît son troisième enfant, le futur médecin et biographe de son père René Burnand. Le peintre s'installe rue Pergolèse à Paris en 1885. Cette même année 1885, il obtient  la médaille d'argent de 1re classe en section Dessins, à la première exposition internationale de blanc et noir qui se tient à Paris. 
Son fils Marcel Max voit le jour en 1887, puis naissent les jumeaux David Arnold et Daniel en 1888, qui deviendront peintres également. Alphonse Daudet accepte que Burnand illustre 6 des 37 contes choisis pour faire un recueil dans une collection de prestige, dont un exemplaire unique sera commandé en plus par un riche américain, comportant 43 dessins et aquarelles originaux de Eugène Burnand illustrant chacun des contes.
Nommé président de la Commission suisse des Beaux-Arts pour l'Exposition universelle de 1889, il va recevoir pour l’œuvre qu'il y présente une médaille d'or de 1re classe, mais la sévérité du jury qu'il préside va lui attirer l'animosité de plusieurs confrères. Le célèbre marchand de tableaux Paul Durand-Ruel lui organise une exposition de ses œuvres à New York en 1886.

### Maturité et succès internationaux

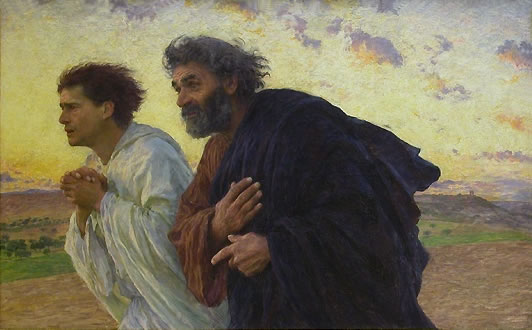
Les Disciples Pierre et Jean courant au sépulcre le matin de la Résurrection (1898), Paris, musée d'Orsay.

En 1890, il quitte la Société des artistes français qui expose aux Champs-Élysées à Paris et devient sociétaire de la Société nationale des beaux-arts qui installe son Salon au Champ-de-Mars la même année. Il produit des œuvres sur la commande de Nestlé, il illustre L'Orphelin d'Urbain Olivier. Puis, on inaugure à Paris en février 1892 un Panorama des Alpes Suisses qu'il a réalisé avec son ami et confrère genevois Auguste Baud-Bovy. Son septième enfant Antony Charles naît la même année. En 1893, il est nommé chevalier de la Légion d'honneur et naissent ses filles jumelles, Henriette et Mireille.
Le 28 octobre 1895, il déménage avec toute sa famille pour le château de Fonfroide-le-Haut, près de Montpellier. À partir de cette année, son aisance financière lui permet de s'intéresser à l'art religieux, genre moins lucratif, qui l'a toujours attiré. La Maison Schulte assure sa promotion dès 1896. Il se rend à Londres en 1897 pour négocier la vente d'un projet d'illustrations d'après Le Voyage du pèlerin de John Bunyan. En 1898, il peint Les Disciples Pierre et Jean courant au sépulcre le matin de la Résurrection, toile qui remporta un grand succès au Salon et sera acquise par le musée du Luxembourg à l'unanimité des voix. En mai 1899, il réalise L'Invitation au festin et en octobre, il se rend en Allemagne où il rencontre les historiens d'art Hermann Grimm et Wilhelm von Bode, les peintres Max Liebermann et Ludwig von Hofmann.
En 1900, membre du jury de l'Exposition universelle de Paris, il reçoit pour l'ensemble de son œuvre la médaille d'or de 1re classe. Il participe à la décoration de la grande salle du restaurant Le Train bleu de la gare de Lyon à Paris avec une toile marouflée ornant le plafond. Il part ensuite en voyage avec toute sa famille à Florence. De retour à Fonfroide-le-Haut en 1901, il expose La Prière sacerdotale à Londres, sans succès.

### Une vie entre Paris et la Suisse
En 1903, il se lie d'amitié avec la famille Jéquier de Pierre, originaire de Neuchâtel, qui finit par le convaincre de revenir habiter en Suisse : il quitte alors Montpellier et prend possession du château de Hauterive à côté de Neuchâtel. Il vend sa toile L'Invitation au festin et entreprend la réalisation d'une grande œuvre d'inspiration religieuse, La Voie douloureuse et illustre les Paraboles. En sa qualité de membre du jury de l'Exposition nationale suisse des beaux-arts à Lausanne, il est vivement controversé et attaqué par Gustave Jeanneret et Ferdinand Hodler. Au moment du Salon de 1906 à Paris, il y retrouve un atelier au 4, rue Legendre tout en gardant un domicile à Bressonnaz près de Moudon en Suisse, mais Burnand souhaite fuir les querelles permanentes dont il est l'objet. 
En 1907, il quitte de nouveau la Suisse et s'installe dans le 14e arrondissement de Paris, quartier Denfert-Rochereau où demeure une importante communauté protestante. À partir de 1908, il donne des conférences sur l'art religieux et va exposer les dessins qu'il a fait pour les Paraboles qui paraissent en un volume illustré chez Berger-Levrault. 

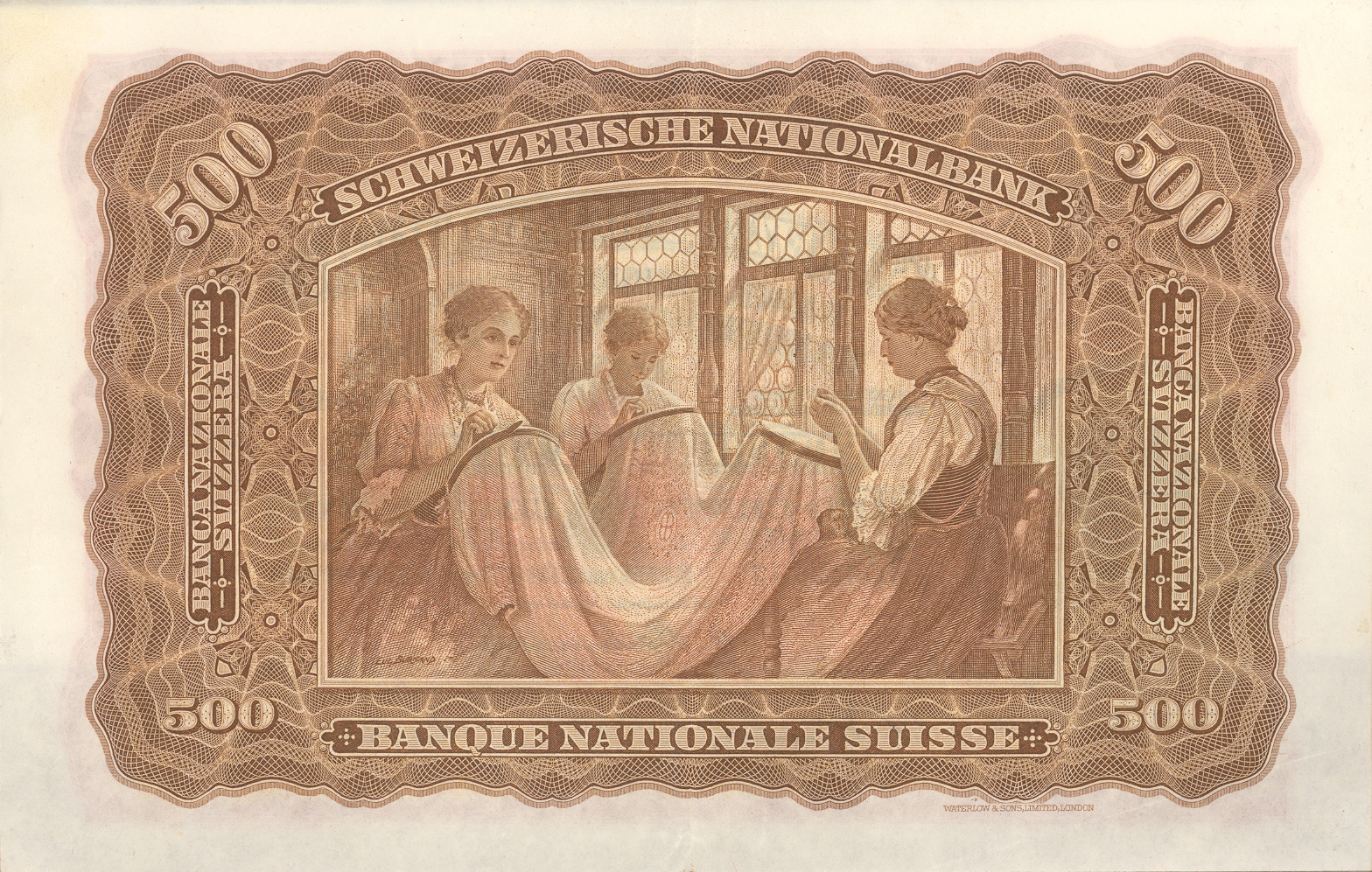
Verso du 500 francs suisse, Les Brodeuses, signé Burnand.

Toutefois, il reçoit une importante commande de la Banque nationale suisse en 1909 pour la réalisation des billets de banque de 500 et 1000 francs (2e série) qui seront émis en 1911-1912 et resteront en circulation plus de 40 ans, un record pour ce pays.
Il exécute également en 1913 une commande pour l'éditeur londonien Dent & Son pour l'illustration des Petites fleurs de saint François d'Assise. Élu président de la Nouvelle société helvétique, il est de retour au château de Seppey à Vulliens qu'il hérite de ses parents. En 1915, il réalise une série de portraits, dessins et pastels de militaires et de Faces et profils de chez nous et commence Labour dans le Jorat qu'il achève en 1916 pour une exposition en février, une toile qu'il a refaite à la suite de l'incendie du local où elle était exposée : il termine la nouvelle toile en octobre de la même année. Il effectue ensuite de nombreux séjours en 1917 à Marseille et à Montpellier où il croque les portraits des soldats alliés venant de tous les continents. En 1918, il est de retour à Paris et prépare l'année suivante un projet de double panneau pour l'église de Zoug en Suisse. Des problèmes cardiaques viennent le retarder dans son travail quand le 25 octobre 1919 son atelier de la rue d'Assas est ravagé par un incendie, détruisant plusieurs de ses œuvres. Il est promu quelque temps après cet événement au rang d'officier de la Légion d'honneur. 
Il meurt d'une pneumonie à son domicile parisien le 4 février 1921. Son épouse épuisée ne peut assister à ses funérailles et meurt cinq semaines après lui. Tous deux sont inhumés au cimetière de Vulliens avec plusieurs membres de la famille.
Son fils, le docteur René Burnand, va convaincre les autorités du Canton de Vaud de trouver un local permanent — l'actuel musée Eugène Burnand — pour exposer les œuvres de son père que le conservateur du musée cantonal des Beaux-Arts de Lausanne avait déposées dans les remises, ne les trouvant pas à son goût.

## Œuvres dans les collections publiques
- États-Unis
  - Minneapolis, Minneapolis Institute of Art : Buried Treasure, 1908, fusain, craie noire, pastel sur papier.
  - New York, Metropolitan Museum of Art :
    - La Première Communion, huile sur toile ;
    - Le village de la Celle-sous-Moret, huile sur bois.

  - San Francisco, musée des Beaux-Arts :
    - L'Abreuvoir, 1887, huile sur toile ;
    - Un mousse, 1893, huile sur toile ;
    - Méditation, 1893, huile sur toile ;
    - L'Appel, 1894, huile sur toile ;
    - Maternité, 1899, huile sur toile ;
    - Lessiveuse, huile sur toile ;
    - Au couvent, huile sur toile.
- France
  - Grenoble, musée de Grenoble : La Gardeuse de moutons, huile sur toile, 46 × 27 cm.
  - Paris :
    - Gare de Lyon, restaurant Le Train bleu, grande salle : Le Mont-Blanc vu de Clergère, 1900, huile sur toile marouflée au plafond, 372 × 260 cm.
    - musée de la Légion d'honneur : Types de soldats alliés ayant participé à la Guerre des nations, 1917, 100 dessins et pastels, offerts par l'Américain William Nelson Cromwell en 1924 au Gouvernement français.
    - musée du Louvre : Chevaux, fusain sur papier, 13 × 21 cm, Album Sargent Singer, folio 24.
    - musée d'Orsay : Les Disciples Pierre et Jean courant au sépulcre le matin de la Résurrection, 1898, huile sur toile, 82 × 134 cm.
- Suisse
  - La Chaux-de-Fonds, musée des Beaux-Arts : Le Samedi-Saint, 1907, huile sur toile, 164,5 × 281 cm. Toile refusée au Salon de Kinsthalle de Bâle en 1913.
  - Lausanne, musée cantonal des Beaux-Arts :
    - Le Paysan, vers 1874, huile sur toile ;
    - Taureau dans les Alpes, 1884, huile sur toile[13] ;
    - Le Labour dans le Jorat, 1916, huile sur toile, 250 × 630 cm. Une première version de l'œuvre fut incendiée en 1916, la seconde est achevée en octobre de la même année. Destinée à l'école d'Agriculture de Grange Verney.

  - Moudon, musée Eugène Burnand :
    - Le Faucheur, 1886, huile sur toile, 149,5 × 120 cm ;
    - La Fuite de Charles le Téméraire, 1894, huile sur toile, 318 × 538,5 cm, dépôt de l'office fédéral de la culture de Berne ;
    - Les Glaneuses, 1880-1917, huile sur toile.

  - Winterthour, musée des Beaux-Arts : Invitation au festin, 1900, huile sur toile.

Œuvres d'Eugène Burnand
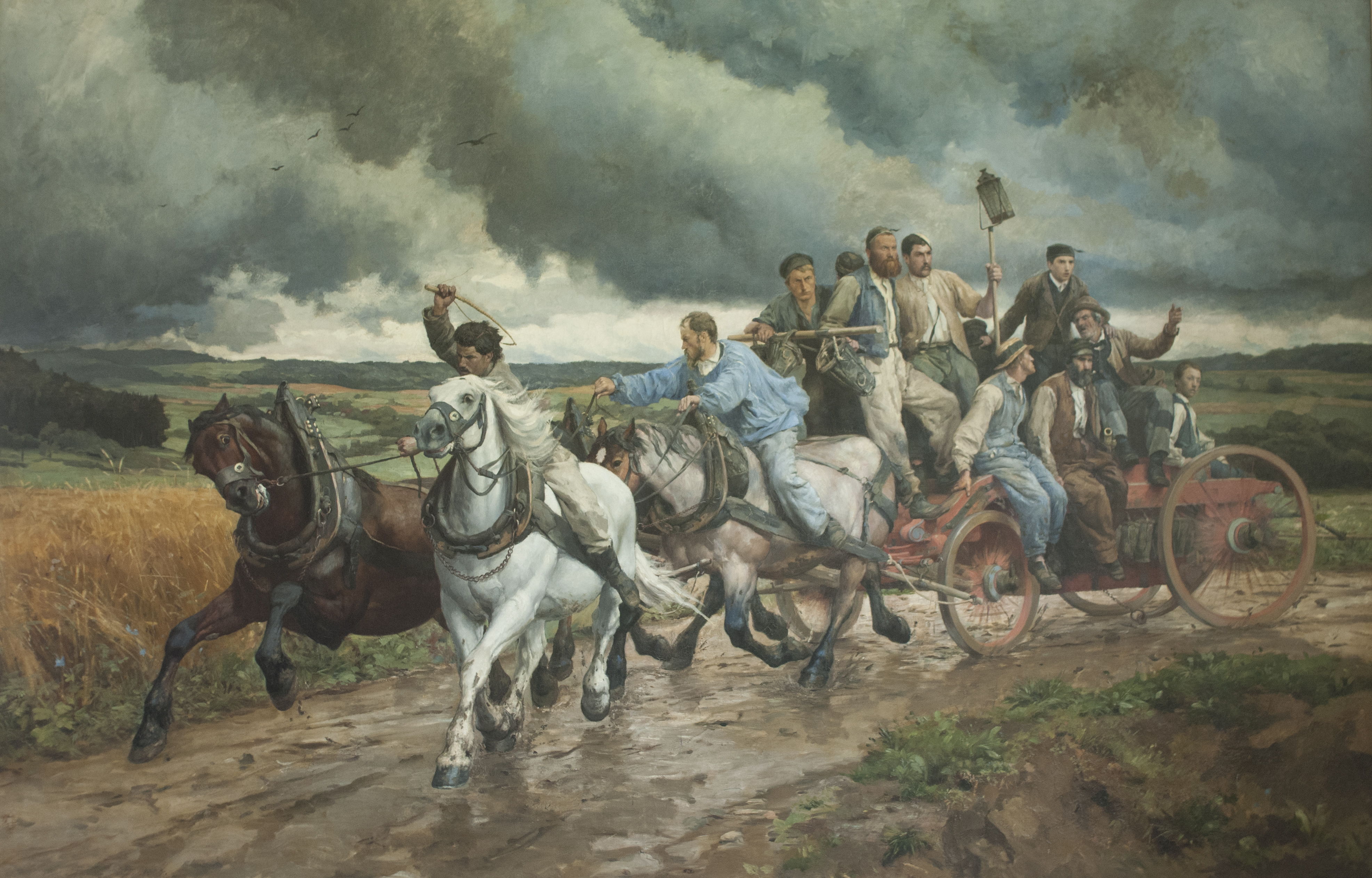
La Pompe à feu (1879), Moudon, musée Eugène Burnand.
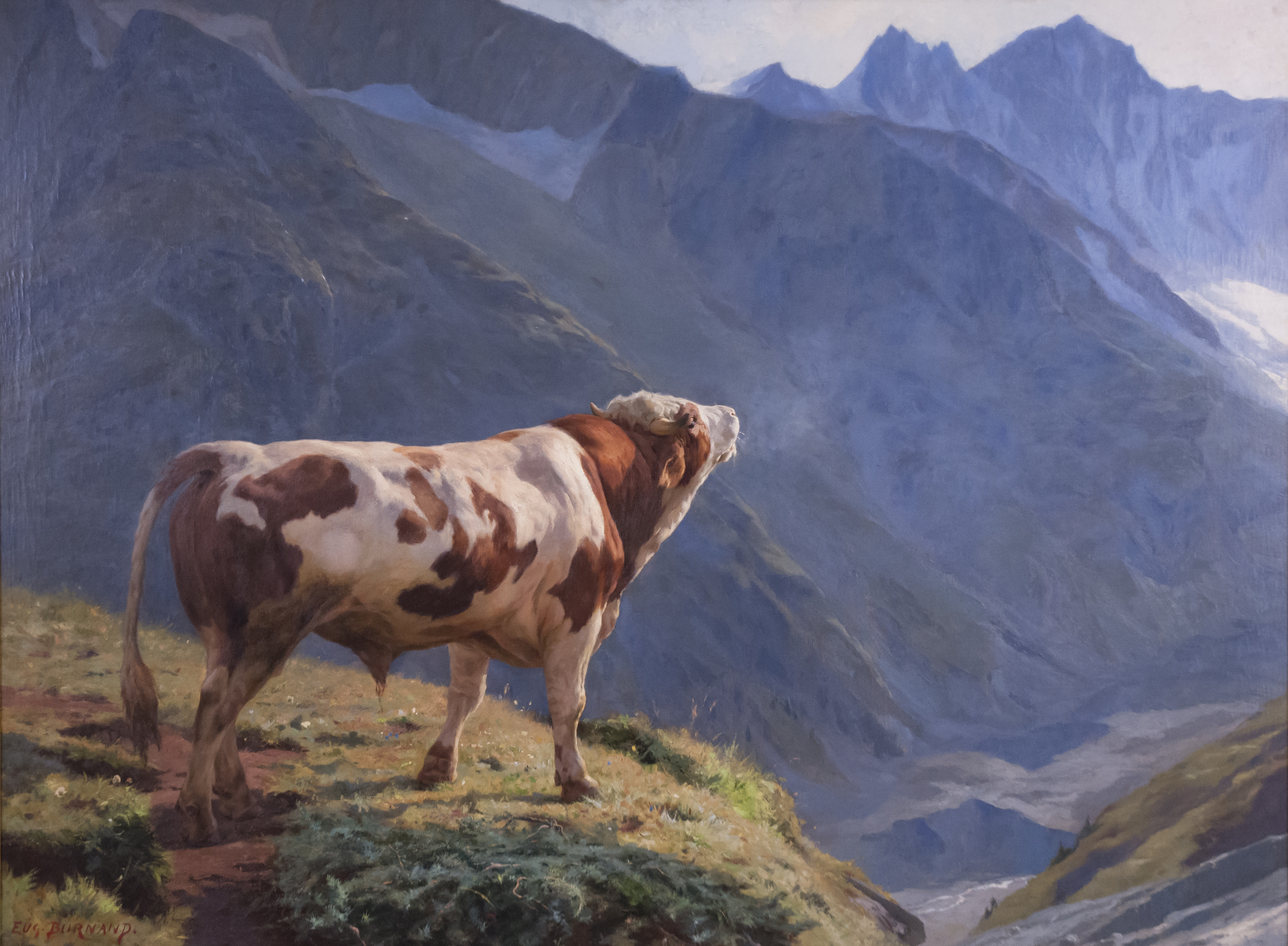
Taureau dans les Alpes (1884), Lausanne, musée cantonal des Beaux-Arts.
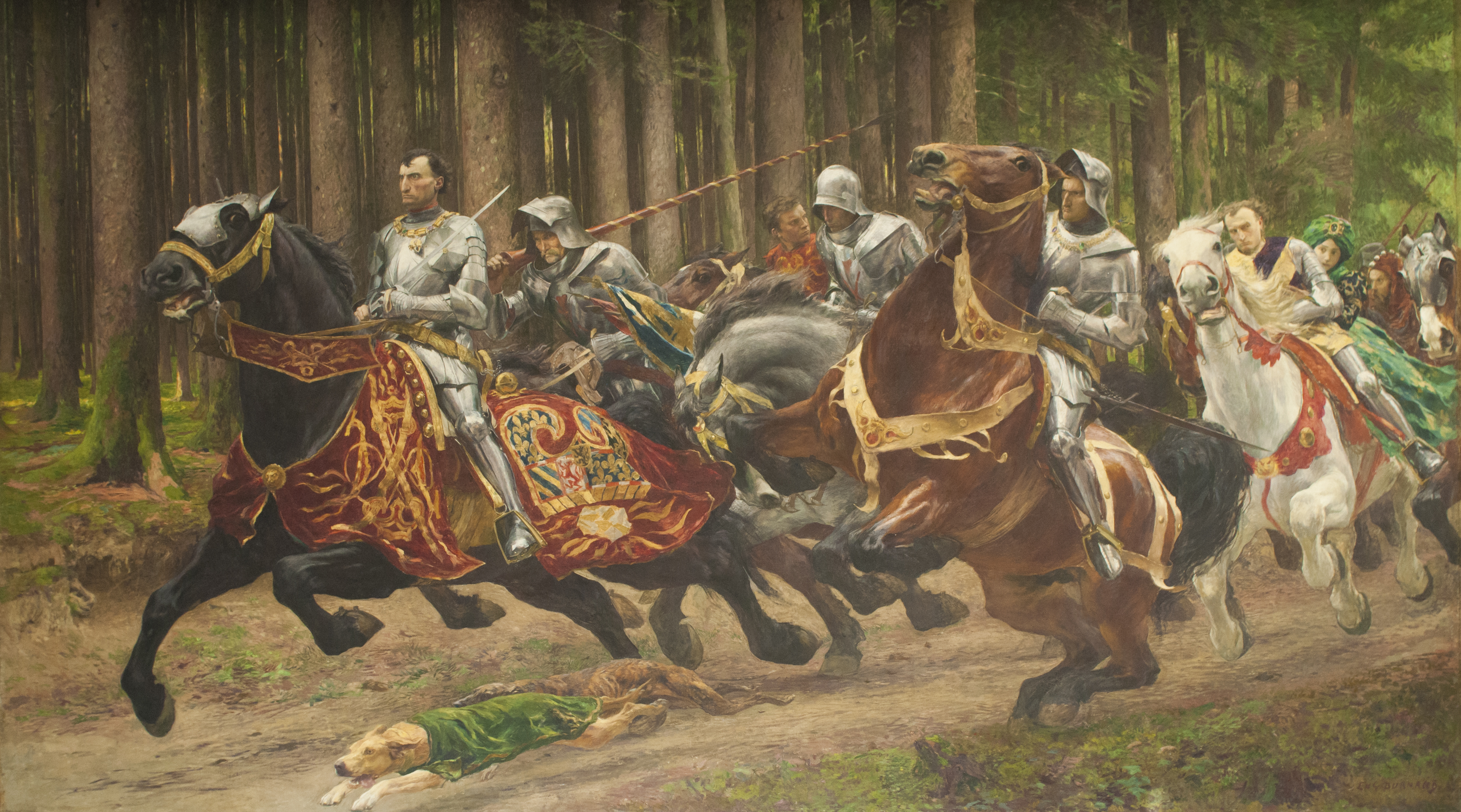
La Fuite de Charles le Téméraire (1894), Moudon, musée Eugène Burnand.
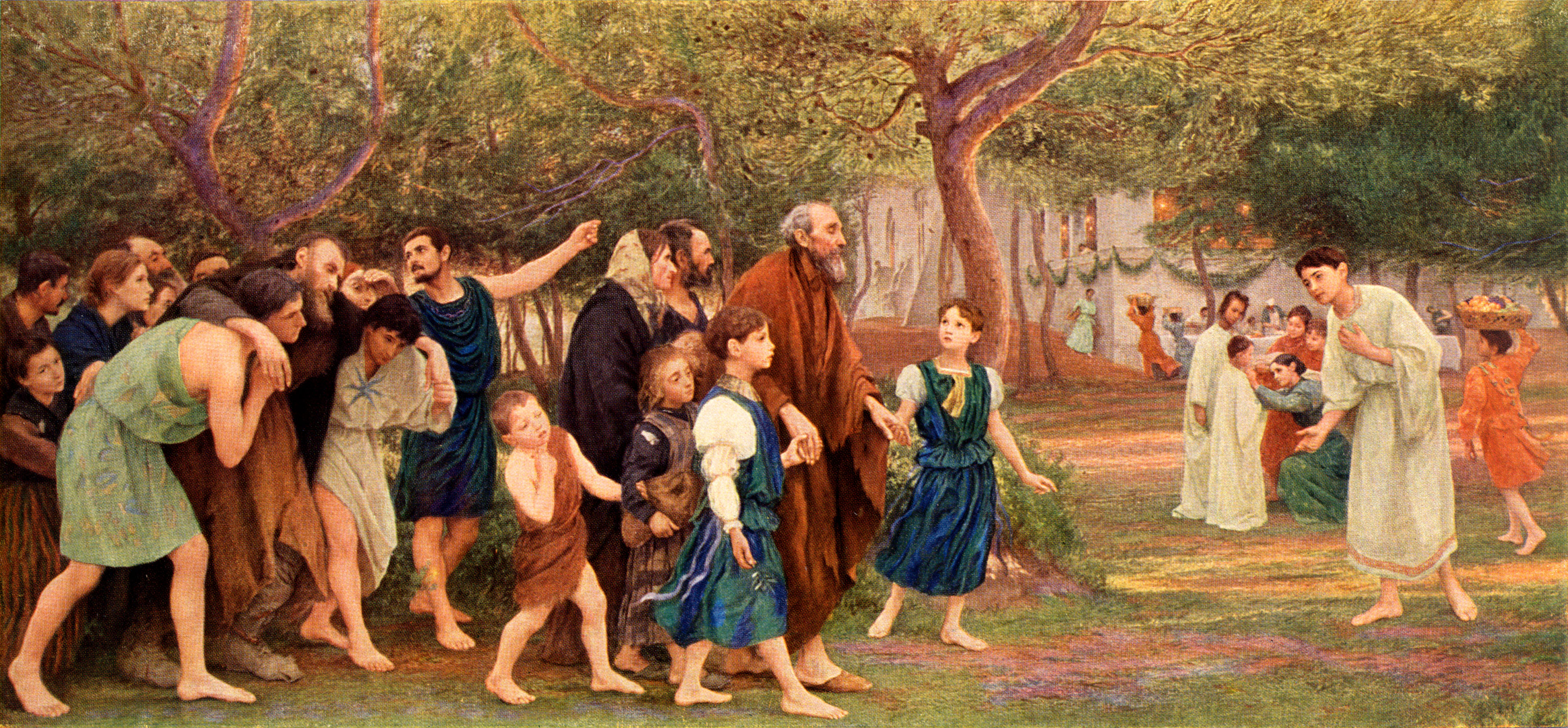
Invitation au festin (1900), musée des Beaux-Arts de Winterthour.
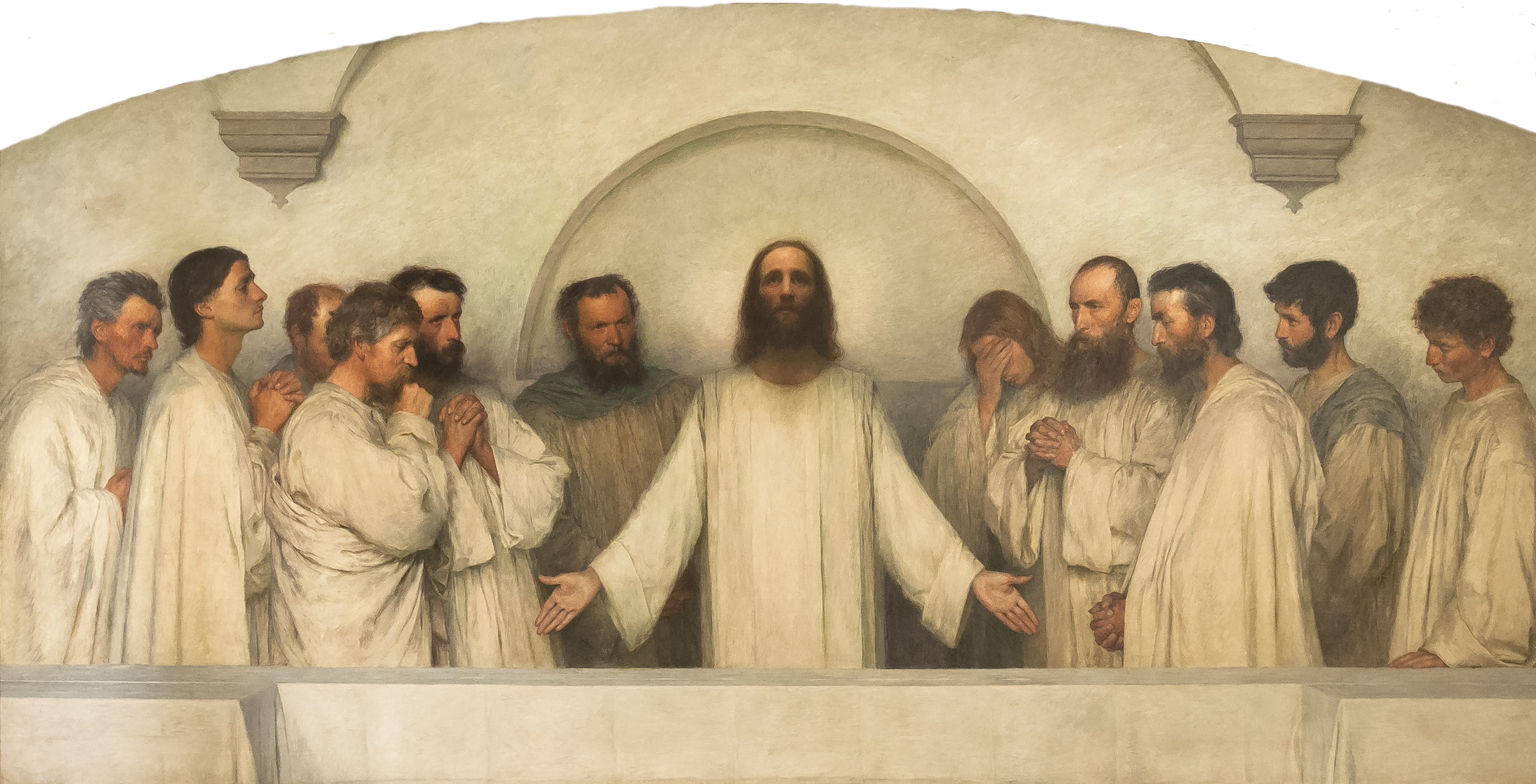
La Prière sacerdotale (1901), Moudon, musée Eugène Burnand.
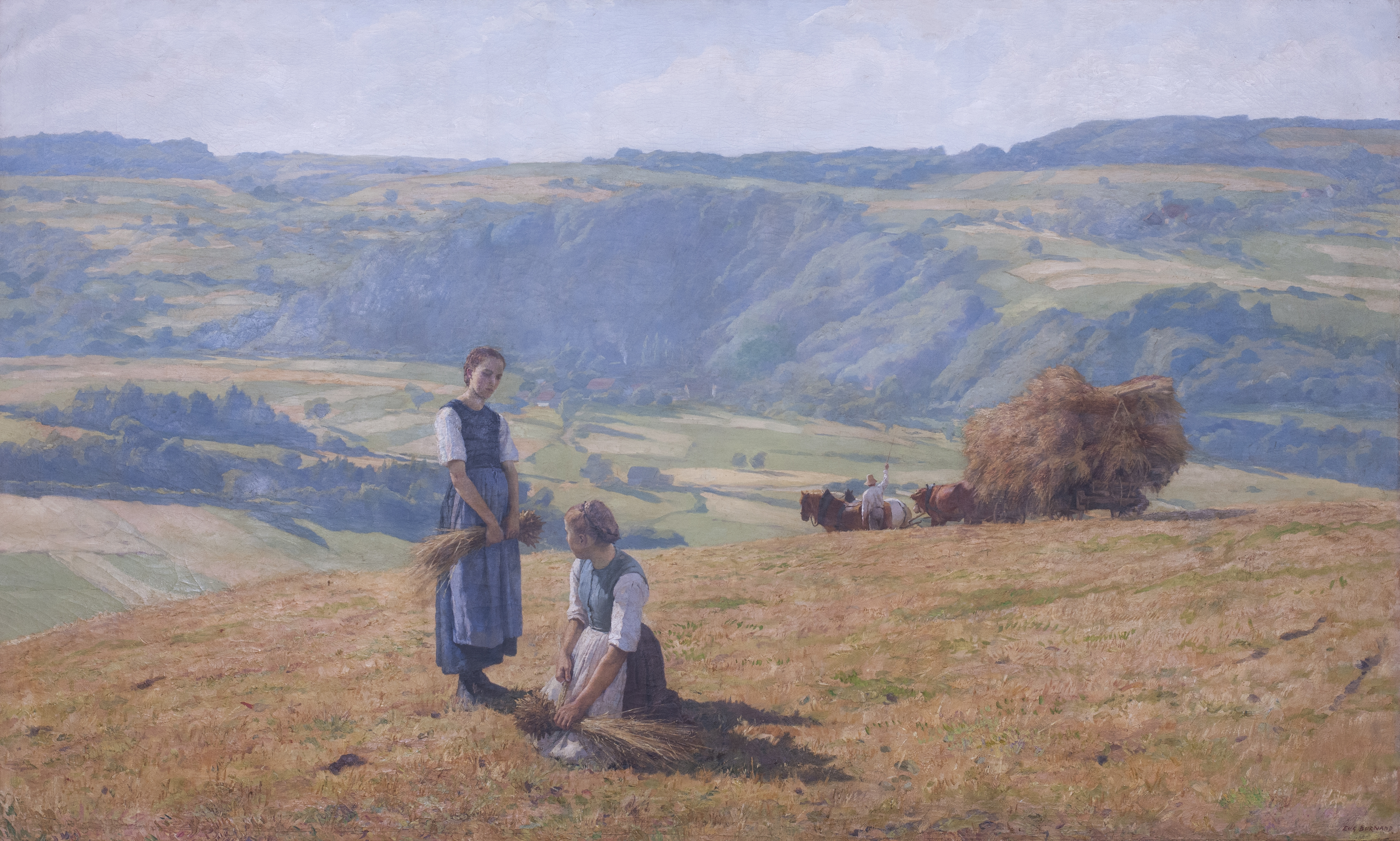
Les Glaneuses (1880-1917), Moudon, musée Eugène Burnand.

### Estampes
- Les Vanniers au travail, 1880, eau-forte, 33 × 44 cm, destiné à l'illustration de Mireille, n'a pas été reproduite dans l'édition de 1884.
- Mireille, 1880 et 1884, eaux-fortes pour l'illustration du poème provençal de Frédéric Mistral.
- Portrait d'Alphonse Daudet, 1882, eau-forte, 14,3 × 16,4 cm, château de Compiègne.
- Paysanne du Valais, 1883, pointe sèche, 21,2 × 17,5 cm.
- Paysage du Valais, 1883, eau-forte, 25 × 20 cm.
- Tête de femme, 1909, médaillon à gauche du billet de 1 000 francs suisse mis en circulation le 16 octobre 1911, 13,1 × 21,6 cm. Motif au verso : fonderie ; couleurs : violet et orange. Graphisme d'Eugène Burnand, Impression Waterlow, Londres.
- Un soldat, vers 1917, lithographie, 18 × 15 cm.
- Sous-officier écossais, 1917, lithographie, l'homme regarde à gauche, une pipe dans la main droite et porte un calot.
- L'Alcool tue, affiche, lithographie, deux formats : 90 × 63 cm et 158 × 118 cm.

### Illustrations
- L'Illustration, 1876[réf. nécessaire].
- L'Illustration, 1879[réf. nécessaire].
- Le Tour du monde, 1879[réf. nécessaire].
- Frédéric Mistral, Mireille, Louis Hachette, 1880.
- Alfred Ceresole, Les légendes des Alpes Vaudoises, 1882.
- Alphonse Daudet, 37 Contes choisis, illustrations pour les contes « Le Photographe », « Les petits pâtés », « Les Vieux », « Les étoiles », « Un décoré du 15 août », « Kadour et Katel », 1883.
- Alfred Cérésole, Légendes vaudoises, in4°, 51 dessins de l'artiste dont 6 bois en pleine page (dont 4 sur planches non comprises dans la pagination par Théodore Girardet, qui a gravé l'ensemble sur bois), 1883.
- Frédéric Mistral, Mireille, grand in8° broché, 25 eaux-fortes hors-texte, procédé Lumière reproduisant les gravures d'Eugène Burnand et 55 dessins dans le texte, Paris, Hachette, 1884 ; réédité en 1891.
- George Sand, François le Champi, Calmann Lévy et Cie, 1888.
- Urbain Olivier, L'Orphelin, 1890.
- Marie-Anne de Bovet, « Bohémiens aux Saintes-Maries de la Mer », L'Illustration, n°2777, 16 mai 1896, p. 407 à 410.
- Les Paraboles, volume in 4°, 61 dessins et 11 planches hors-texte dont le frontispice sous serpentes légendées sur papier fort glacé, avant propos de Eugène Melchior de Vogüé, Paris, Berger-Levrault, 1908.
- Saint-François d'Assise, Les petites fleurs, in 4° broché XXIV plus 271 pages avec illustrations contre-collées en couleurs hors-texte d'Eugène Burnand, Berger-Levrault, 1920.

### Publications
- « Quelques dessins de Millet », Bibliothèque universitaire et revue suisse, Tome LVI, 1876, p.496–502.
- « En Camargue », Les Lettres et les Arts revue illustrée, n°1887, 1887, p.226-232.
- « Quelques réflexions sur la beauté », in Annuaire des Universités chrétiennes de la Suisse romande Lausanne, Imp. Viret-Genton, 1898.
- « Lettre sur le Pont Eloi », Gazette de Lausanne, 27 décembre 1897 et 10 février 1898.
- Préface du livre de Fatio Guillaume, Ouvrons les yeux, voyage esthétique à travers la Suisse, illustrations de J.J. Redmond, A Pellegrini, C. Robina, Éd. Atar, 1903.
- Notes sur l'Art religieux italien, Lausanne, Association chrétienne suisse d'étudiant, 1903-1904, p.1-30  (ISBN 2-88295-469-7).
- L'Art religieux italien, conférence prononcée par Eugène Burnand à Montpellier, Lausanne et Paris en 1902 et 1903, édité en 1904.
- Le Sermon sur la Montagne, illustrations de Burnand d'après les cartons originaux composés pour les verrières de l'église de Herzogenbuchsee (Suisse), XLVIII, 57 p. demi-chagrin, 4 t., Berger-Levrault, 1914.
- Les Alliés dans la Guerre des Nations, avec 100 portraits de types militaires au pastel et crayon, fac-similé en héliogravure, Paris, chez Crété, 1922.
- Liber Veritatis, journal de l'artiste[réf. nécessaire].

## Salons
- Salon de 1875.
- 1879 : Bûcheron en prière.
- 1882, Salon des artistes français : Mireille eaux-fortes illustrant le poème de Frédéric Mistral, médaille de 3e classe.
- 1885 : Le Taureau dans les Alpes.
- 1890 , Salon de la Société nationale des beaux-arts, devient sociétaire.
- 1898 : Les Disciples Pierre et Jean courant au sépulcre le matin de la Résurrection.
- 1906 : Portrait de ma mère, n°44.
- 1911 : carton de vitraux.

## Expositions
- 1874 : exposition de la Société nationale suisse des beaux-arts Kunstverein.
- 1883 : Zurich.
- 1885 : Paris, Exposition internationale de blanc et noir
- 1886 : New-York, exposition organisée par Durand-Ruel.
- 1889 : Exposition universelle à Paris.
- 1890 : Genève, Lausanne, Neuchâtel, Montpellier, Toulouse.
- 1896 : Genève.
- 1897 : chez Dowdeswell à Londres.
- 1897 : Royal Academy de Londres.
- 1897 : exposition d'automne de la Walker Art Gallery à Liverpool.
- 1897 : Carnegie Art Galleries de Pittsburg.
- 1900 : Exposition universelle à Paris et exposition des peintres de montagnes à Paris.
- 1901 : Londres.
- 1903 : exposition nationale suisse des beaux-arts à Lausanne.
- 1911 : cartons de vitraux à l'Exposition internationale de l'Art Chrétien, organisée par la Société de Saint-Jean.
- 1914 : Berne.
- 1916 : La Grenette à Lausanne, Le Labour dans le Jorat, détruit dans un incendie.
- 1985 : La peinture religieuse suisse au XIXe siècle, Lucerne, Kunstmuseum.
- 2005 : Lausanne, exposition consacrée à Eugène Burnand.

## Récompenses
- 1875 : mention honorable au concours Calame à Genève.
- 1882 : médaille de 3e classe pour les eaux-fortes de Mireille.
- 1883 : médailles de 3e classe pour les illustrations des Contes choisis d'Alphonse Daudet.
- 1885 : médaille d'argent de 1re classe, section dessins à l(exposition internationale de blanc et noir
- 1889 : médaille d'or de 1re classe.
- 1900 : médaille d'or de 1re classe pour l'ensemble de son œuvre.

## Distinctions
- 1893 : chevalier de la Légion d'honneur.
- 1912 : membre correspondant de l'Institut de France.
- 1919 : officier de la Légion d'honneur.